# Luxemburgo en el Festival de la Canción de Eurovisión 1957
Luxemburgo participó en la segunda edición del Festival de la Canción de Eurovisión en Fráncfort del Meno, Alemania el 3 de marzo de 1957. Fue su segunda participación en el certamen. Para elegir su representante para el festival organizó una elección interna, en ella ganó Danièle Dupré con la canción Amours mortes (tant de peine) cantada en idioma francés. La canción fue cantada segunda en la noche, obtuvo 8 puntos lo que le dio el 4.º lugar en esa edición.

## La elección
La elección del representante luxemburgués fue interna, organizada por la televisión de este país. La cantante estaba de gira en Francia cuando fue invitada para representar a Luxemburgo en la Eurovisión. Antes del festival hizo solo un ensayo. La canción nunca ha sido grabada ni publicada.

## En el Festival
La canción de Luxemburgo fue cantada segunda en la noche, pecediendo al belga Bobbejaan Schoepen con Straatdeuntje y siguiendo a la inglesa Patricia Bredin con All. Amours mortes (tant de peine) obtuvo un total de ocho puntos y se clasificó en el 4.º puesto. El jurado luxemburgués la mayoría de sus puntos (4/10) la dio a la canción de Francia. La mayor cantidad de sus puntos ganados en el concurso obtuvo de parte de Italia (4/8).
El director de la orquesta para la canción luxemburguesa fue Willy Berking. El nombre del portavoz que anunció los puntos otorgados por Luxemburgo es desconocido. El comentarista luxemburgués fue Jacques Navadic.

### Votación
Cada país envió un jurado de diez personas. Cada miembro del jurado pudo dar un punto para su canción favorita.

#### Puntos otorgados
| 4 puntos | Francia      |
| 3 puntos | Países Bajos |
| 1 punto  | Reino Unido  |
| 1 punto  | Italia       |
| 1 punto  | Suiza        |

#### Puntos obtenidos
| 4 puntos | Italia      |
| 3 puntos | Austria     |
| 1 punto  | Reino Unido |